# 同泰当铺旧址
同泰当铺旧址位于江苏省泰州市海陵区城北南通路南侧、涵西街77号，为始建于清代的当铺旧址，初名衡泰，民国二十二年（1933）改名为同泰，曾为泰州最大的当铺，1949年后关闭，原址现为扬桥电器商场。建筑原东西分别至草河和稻河，南北分别至徐家桥和南通路，大门正对金明桥，内有仓库、楼房百余间，中部设有居高瞭望的更楼，今存二层楼房数十间。 